# Enterprise Manufacturing Intelligence
Enterprise Manufacturing Intelligence (EMI) bezeichnet die Integration von Produktionsdaten aus verschiedenen Quellen in einem Unternehmen. 
Wesentlicher Bestandteil der EMI ist die vertikale Integration der Unternehmensdaten, das heißt der Bezug zwischen automatisierungstechnischen Daten, die typischerweise über ein Manufacturing Execution System zur Verfügung gestellt werden, und betriebswirtschaftlichen Daten, die im Enterprise-Resource-Planning-System verwaltet werden. Durch Etablierung kontinuierlicher Datenströme sollen Key Performance Indicators der Produktion ermittelt und mit betriebswirtschaftlichen Parametern der Planungsebene verknüpft werden, um eine zeitnahe Analyse der Produktionsprozesse und deren Beeinflussung zu ermöglichen.

## Weblink
- Christoph Heinz, Jürgen Krämer, Tobias Riemenschneider, Bernhard Seeger: Auf dem Weg zur allwissenden Fabrik – Vertikale Integration auf Basis kontinuierlicher Datenverarbeitung. Hrsg.: Fachbereich Mathematik und Informatik, Philipps-Universität Marburg, Deutschland. Marburg 2007 (mathematik.uni-marburg.de [PDF]).